# نجات جسیکا بیوکنن و پول هگن
در تاریخ ۲۵ ژانویه ۲۰۱۲ یگان ویژه نیروی دریایی ایالات متحده آمریکا (به انگلیسی: United States Navy SEALs) با یورش تاکتیکی به ۲۰ کیلومتریِ شهر عدو واقع در شمال کشور سومالی، ۹ دزد دریایی سومالی را کشتند و با آزادی ۲ گروگان که شهروند ایالات متحده بودند عملیاتشان را به پایان رساندند.

## پیش زمینه
چهار ماه قبل از عملیات، در اکتبر سال ۲۰۱۱، زن و شوهری با نام‌های جسیکا بیوکَنِن و پول هَگِن که در حال انجام مأموریت مین‌روبی تحت نظر شعبه‌ای از سازمان پناهندگی دانمارک بودند و در شهر گالکایو واقع در سومالی توسط دزدان دریایی سومالی ربوده شدند.
در ادامه، درخواست سازمان مذکور برای پادرمیانی ریش سفیدان و رهبران سنّتی سومالیایی با دزدان دریایی برای آزادسازی گروگان‌ها بی‌نتیجه بود و گروگان گیرها با اعلام مبلغ ۱٫۵ میلیون دلار، حاضر به آزادی گروگان‌ها شدند. با وخیم شدن وضعیت جسمانی جسیکا بیوکَنِن، مقامات اِمریکایی تصمیم گرفتند تا از طریق چند واحد عملیات ویژه، از جمله واحد «دوجره» ملقب به تیم شش نفره یگان ویژه نیروی دریایی ایالات متحده آمریکا، اقدام به آزادسازی گروگان‌ها کنند.

## یورش
در اولین ساعات روز ۲۵ ژانویه سال ۲۰۱۲، دو گروه از تکاوران یگان ویژه نیروی دریایی متشکل از ۲۴ نفر، از یک هواپیمای سی-۱۳۰ هرکولس در فاصله ۲۰ کیلومتری شمال شهر عدو، جایی که دزدان دریایی گروگان‌ها را نگه داشته بودند، پایین پریدند.
سپس تکاوران یگان ویژه حدود ۲۰ کیلومتر را از نقطه فرود تا محل گروگانگیری طی کردند و با حمله به پایگاه دزدان دریایی هر ۹ نفر آنها را کشتند.

## پیامدها
بعد از حمله به پایگاه دزدان دریایی و آزادی گروگان‌ها، نیروها به کمپ خود در کشور جیبوتی بازگشتند. فرماندارِ منطقه گالمودوگ (یکی از استان‌های سومالی)، بخاطر این عملیات از ایالات متحده تشکر کرد. رئیس جمهور اِمریکا باراک اوباما قبل از سخنرانی خود در سال ۲۰۱۲ رسماً به وزیر دفاع ایالات متحده، لئون پانه‌تا تبریک گفت.
جسیکا در اولین مصاحبه خود بعد از واقعه با مجله ۶۰ دقیقه عنوان کرد که حین روزهای گروگانگیری، دائماً در این فکر بود که برای مردن زود است و هنوز بچه‌دار نشده و با عزیزان خود خداحافظی نکرده است. جسیکا به همراه همسرش از شرق آفریقا به ایالات متحده باز گردانده شد و در حال حاضر مادر یک پسربچه می‌باشد.